# Platyzosteria variolosa
Platyzosteria variolosa är en kackerlacksart som först beskrevs av Bolívar 1882.  Platyzosteria variolosa ingår i släktet Platyzosteria och familjen storkackerlackor. Inga underarter finns listade i Catalogue of Life.